# José María Morelos kommun
José María Morelos är en kommun i Mexiko.   Den ligger i delstaten Quintana Roo, i den östra delen av landet, 1 100 km öster om huvudstaden Mexico City. Antalet invånare är 14 620. Arean är 6 739 kvadratkilometer.
Terrängen i José María Morelos är huvudsakligen platt.
Följande samhällen finns i José María Morelos:
- José María Morelos
- Saban
- La Presumida
- X Cabil
- Kancabchén
- Candelaria
- Santa Gertrudis
- San Felipe Primero
- Puerto Arturo
- Bulukax
- Saczuquil
- Cafetal Grande
- Nueva Reforma
- Adolfo López Mateos
- Tabasco
- La Pimientita
- San Felipe Segundo
- San Felipe Oriente
- Nuevo San Marcos
- San Antonio Tuk
- Lázaro Cárdenas
- San Carlos